# Fibres insolubles dans les détergents acides
Les fibres insolubles dans les détergents acides, souvent abrégées en ADF (de l'anglais Acid Detergent Fiber), sont une mesure d'analyse des fibres utilisée en alimentation animale.
Cette fraction contient la cellulose, la lignine, de la silice et des formes insolubles d'azote, mais pas d'hémicellulose.